# 深田村 (京都府)
深田村（ふかだむら）は、京都府竹野郡にあった村。現在の京丹後市弥栄町中心部の北方一帯にあたる。

## 地理
- 河川：竹野川

## 歴史
- 1889年（明治22年）4月1日 - 町村制の施行により、黒部村・船木村・国久村・井辺村・小田村の区域をもって発足。
- 1933年（昭和8年）2月1日 - 溝谷村・吉野村・鳥取村と合併して弥栄村が発足。同日深田村廃止。